# Красносадовское сельское поселение
Красносадовское сельское поселение — муниципальное образование в Азовском районе Ростовской области.
Административный центр поселения — посёлок Красный Сад.

## История
1 января 2006 года была образована Администрация Красносадовского сельского поселения. Глава Администрации Красносадовского сельского поселения — Наталья Леонидовна Якубенко. Численность жителей посёлка Красный Сад составляет 2857 человек, разъезда Койсугский — 184 человека.

## Административное устройство
В состав Красносадовского сельского поселения входят:
- посёлок Красный Сад,
- разъезд Койсугский.

## Население
| 2010  | 2012  | 2013  | 2014  | 2015  | 2016  | 2017  |
| ----- | ----- | ----- | ----- | ----- | ----- | ----- |
| 3041  | ↘2996 | ↗3010 | ↗3096 | ↗3178 | ↗3268 | ↗3319 |
| 2018  | 2019  | 2020  | 2021  |       |       |       |
| ↗3373 | ↗3484 | ↗3680 | ↗4948 |       |       |       |